# Open C
 Open C  er en måde at stemme guitaren på, så den stemmer som en C akkord, altså C-G-C-G-C-E. Det opnås ved at man stemmer den sjette streng to hele toner ned, femte streng en hel tone ned, tredje streng en hel tone ned og anden streng en halv tone op.